# Чековая книжка
Чековая книжка (англ. checkbook) — бланки банковских чеков, соединённые в виде книжки, как правило по 25 или 50 штук. Обычно изготавливается банком и выдаётся владельцу чекового счёта (организации или физическому лицу).

## Определение
Согласно БСЭ, чековая книжка — это сброшюрованные расчётные или денежные чеки. Чековая книжка изготовляется и выдаётся кредитным учреждением, ведущим счёт чекодателя (юридического или физического лица).
Ряд экономистов определяет чековую книжку как фолдер или небольшую книгу, содержащую заранее отпечатанные бумажные документы, выданные держателям чековых счетов и используемые для оплаты товаров или услуг. Она содержит последовательно пронумерованные чеки, которые владельцы счетов могут использовать в качестве векселя. Чеки, как правило, предварительно печатаются с именем владельца счета, адресом и другой идентифицирующей информацией. Кроме того, каждый чек содержит код банка, номер счета и номер чека.

## Форма чековой книжки
Разделяя чековую книжку на отдельные чеки, клиент может снимать необходимую ему сумму со счёта. Также он может расплачиваться непосредственно чеками с другими физическими или юридическими лицами. Чеки из чековой книжки изготавливаются на специальной бумаге и имеют нумерацию.
Чековые книжки состоят из чековых бланков. Для того, чтобы избежать подделок бланков, они печатаются на специальной бумаге.
В чековой книжке указываются наименование её владельца, номер банковского счёта, с которого будут оплачиваться чеки, номера чеков, срок действия чековой книжки, назначение платежей, размер лимита (если он установлен).

## Виды чековых книжек
Чековая книжка бывает двух видов:
- лимитированная чековая книжка (выписывается на определенную сумму, которая обеспечивается депонированием в банке денежными средствами плательщика);
- нелимитированная чековая книжка (выписывается на неопределенную сумму, которая обеспечивается банковской ссудой на ссудном счёте плательщика).

## История чековой книжки
Предшественниками чеков и чековых книжек были глиняные таблички вавилонских банков, которыми пользовались в VI веке до н. э. В державе Ахеменидов также действовали подобные таблички, так же как и в Древнем Риме и Древней Индии.
Подобие чековых книжек существовало в Англии в конце XVI — начале XVII века. Английские банки выдавали своим вкладчикам специальные книжки, в которых были приказные бланки.
Коммерческий банк Шотландии считается первой кредитной организацией, которая выпустила персонализированные чеки. К 1811 году относят появление у клиентов этого банка чековых книжек с отпечатанными на них их именами. В то время чеки приобрели свой практически современный вид.
Хотя в основном система безналичного расчёта при помощи банковских карт, созданная в США во времена «торгового бума» 1940-х — 1950-х годов, заменила чековые книжки, однако и в 2010-х гг. расчёты при помощи чековых книжек всё ещё были популярны в США — этим инструментом пользовались около 40 % граждан.